# Ronde van Rwanda 2021
De 24e editie van de Ronde van Rwanda vond in 2021 plaats van 2 tot en met 9 mei. De start en finish waren in de hoofdstad Kigali. De ronde maakte deel uit van de UCI Afrika Tour 2021, in de categorie 2.1. In 2020 werd de koers gewonnen door de Eritreeër Natnael Tesfatsion die op de erelijst werd opgevolgd door de Spanjaard Cristian Rodríguez.

## Deelname
Er namen een UCI World Tour-ploeg, drie UCI ProTeams, acht continentale teams en vier nationale selecties deel.
| World Tour             | UCI ProTeam                                                         | Continentaal | Nationale selectie               |
| ---------------------- | ------------------------------------------------------------------- | --- | -------------------------------- |
| Israel Start-Up Nation | Androni Giocattoli-Sidermec B&B Hotels p/b KTM Total Direct Energie | Benediction Ignite Bike Aid ProTouch SKOL Adrien Niyonshuti Academy Tarteletto-Isorex Team Medellín Terengganu Cycling Team Wildlife Generation Pro Cycling | Algerije Eritrea Ethiopië Rwanda |

## Etappe-overzicht
| Etappe | Datum | Start     | Finish          | Type                | Afstand  | Winnaar            | Klassementsleider  |
| ------ | ----- | --------- | --------------- | ------------------- | -------- | ------------------ | ------------------ |
| 1e     | 2 mei | Kigali    | Rwamagana       | Heuvelrit           | 115,6 km | Brayan Sánchez     | Brayan Sánchez     |
| 2e     | 3 mei | Kigali    | Huye            | Heuvelrit           | 120,5 km | Alan Boileau       | Santiago Umba      |
| 3e     | 4 mei | Nyanza    | Gicumbi         | Bergrit             | 171,6 km | Alan Boileau       | Brayan Sánchez     |
| 4e     | 5 mei | Kigali    | Musanze         | Bergrit             | 123,9 km | Valentin Ferron    | Brayan Sánchez     |
| 5e     | 6 mei | Nyagatare | Kigali          | Heuvelrit           | 149,3 km | Alan Boileau       | Metkel Eyob        |
| 6e     | 7 mei | Kigali    | Mount Kigali    | Bergrit             | 152,6 km | Pierre Rolland     | Cristian Rodríguez |
| 7e     | 8 mei | Kigali    | Muur van Kigali | Individuele tijdrit | 4,5 km   | Jhonatan Restrepo  | Cristian Rodríguez |
| 8e     | 9 mei | Kigali    | Kigali          | Bergrit             | 75,3 km  | Cristian Rodríguez | Cristian Rodríguez |

## Etappe-uitslagen

### 1e etappe
| Kigali – Rwamagana (115,6 km) |                   |                                 |          |
| Plaats                        | Naam              | Ploeg                           | Tijd     |
| 1                             | Brayan Sánchez    | Team Medellín                   | 2u33'43" |
| 2                             | Alex Hoehn        | Wildlife Generation Pro Cycling | z.t.     |
| 3                             | Weimar Roldán     | Team Medellín                   | z.t.     |
| 4                             | Quentin Pacher    | B&B Hotels p/b KTM              | z.t.     |
| 5                             | Jhonatan Restrepo | Androni Giocattoli-Sidermec     | z.t.     |
| 6                             | Daniel Muñoz      | Androni Giocattoli-Sidermec     | z.t.     |
| 7                             | Gustav Basson     | ProTouch                        | z.t.     |
| 8                             | Santiago Umba     | Androni Giocattoli-Sidermec     | z.t.     |
| 9                             | Alfdan De Decker  | Tarteletto-Isorex               | z.t.     |
| 10                            | Alexis Vuillermoz | Total Direct Energie            | z.t.     |
|                               |                   |                                 |          |
| 42                            | Adne van Engelen  | Bike Aid                        | z.t.     |

| Algemeen klassement |                   |                                 |          |
| Plaats              | Naam              | Ploeg                           | Tijd     |
| Gele trui           | Brayan Sánchez    | Team Medellín                   | 2u33'43" |
| 2                   | Alex Hoehn        | Wildlife Generation Pro Cycling | z.t.     |
| 3                   | Weimar Roldán     | Team Medellín                   | z.t.     |
| 4                   | Quentin Pacher    | B&B Hotels p/b KTM              | z.t.     |
| 5                   | Jhonatan Restrepo | Androni Giocattoli-Sidermec     | z.t.     |
| 6                   | Daniel Muñoz      | Androni Giocattoli-Sidermec     | z.t.     |
| 7                   | Gustav Basson     | ProTouch                        | z.t.     |
| 8                   | Santiago Umba     | Androni Giocattoli-Sidermec     | z.t.     |
| 9                   | Alfdan De Decker  | Tarteletto-Isorex               | z.t.     |
| 10                  | Alexis Vuillermoz | Total Direct Energie            | z.t.     |
|                     |                   |                                 |          |
| 42                  | Adne van Engelen  | Bike Aid                        | z.t.     |

### 2e etappe
| Kigali – Huye (120,5 km) |                   |                                 |          |
| Plaats                   | Naam              | Ploeg                           | Tijd     |
| 1                        | Alan Boileau      | B&B Hotels p/b KTM              | 3u07'14" |
| 2                        | Santiago Umba     | Androni Giocattoli-Sidermec     | + 6"     |
| 3                        | Brayan Sánchez    | Team Medellín                   | + 8"     |
| 4                        | Norman Vahtra     | Israel Start-Up Nation          | z.t.     |
| 5                        | Gianni Marchand   | Tarteletto-Isorex               | z.t.     |
| 6                        | Alex Hoehn        | Wildlife Generation Pro Cycling | z.t.     |
| 7                        | Jhonatan Restrepo | Androni Giocattoli-Sidermec     | z.t.     |
| 8                        | Salim Kipkemboi   | Bike Aid                        | z.t.     |
| 9                        | Quentin Pacher    | B&B Hotels p/b KTM              | z.t.     |
| 10                       | Valentin Ferron   | Total Direct Energie            | z.t.     |
|                          |                   |                                 |          |
| 15                       | Adne van Engelen  | Bike Aid                        | z.t.     |

| Algemeen klassement |                    |                                 |          |
| Plaats              | Naam               | Ploeg                           | Tijd     |
| Gele trui           | Santiago Umba      | Androni Giocattoli-Sidermec     | 5u41'03" |
| 2                   | Brayan Sánchez     | Team Medellín                   | + 2"     |
| 3                   | Alex Hoehn         | Wildlife Generation Pro Cycling | z.t.     |
| 4                   | Jhonatan Restrepo  | Androni Giocattoli-Sidermec     | z.t.     |
| 5                   | Quentin Pacher     | B&B Hotels p/b KTM              | z.t.     |
| 6                   | Salim Kipkemboi    | Bike Aid                        | z.t.     |
| 7                   | James Piccoli      | Israel Start-Up Nation          | z.t.     |
| 8                   | Valentin Ferron    | Total Direct Energie            | z.t.     |
| 9                   | Norman Vahtra      | Israel Start-Up Nation          | z.t.     |
| 10                  | Rnus Byiza Uhiriwe | Rwandees Nationaal Team         | z.t.     |
|                     |                    |                                 |          |
| 18                  | Adne van Engelen   | Bike Aid                        | z.t.     |

## Eindklassementen
| Plaats    | Naam               | Ploeg                           | Tijd      |
| --------- | ------------------ | ------------------------------- | --------- |
| Gele trui | Cristian Rodríguez | Total Direct Energie            | 22u49'51" |
| 2         | James Piccoli      | Israel Start-Up Nation          | + 17"     |
| 3         | Alex Hoehn         | Wildlife Generation Pro Cycling | + 50"     |
| 4         | Alan Boileau       | B&B Hotels p/b KTM              | + 51"     |
| 5         | Jhonatan Restrepo  | Androni Giocattoli-Sidermec     | z.t.      |
| 6         | Quentin Pacher     | B&B Hotels p/b KTM              | + 1'05"   |
| 7         | Alexis Vuillermoz  | Total Direct Energie            | + 1'23"   |
| 8         | Óscar Sevilla      | Team Medellín                   | + 1'25"   |
| 9         | Nahom Zerai        | Eritrees nationaal team         | + 1'37"   |
| 10        | Kent Main          | ProTouch                        | + 2'44"   |
|           |                    |                                 |           |
| 11        | Gianni Marchand    | Tarteletto-Isorex               | + 4'21"   |
| 12        | Adne van Engelen   | Bike Aid                        | + 4'26"   |

| Plaats      | Naam             | Ploeg              | Punten |
| ----------- | ---------------- | ------------------ | ------ |
| Oranje trui | Lennert Teugels  | Tarteletto-Isorex  | 68     |
| 2           | Eric Manizabayo  | Benediction Ignite | 36     |
| 3           | Pierre Rolland   | B&B Hotels p/b KTM | 35     |
|             |                  |                    |        |
| 13          | Adne van Engelen | Bike Aid           | 15     |

| Plaats      | Naam            | Ploeg                   | Punten |
| ----------- | --------------- | ----------------------- | ------ |
| Blauwe trui | Lennert Teugels | Tarteletto-Isorex       | 27     |
| 2           | Tomas Goytom    | Eritrees nationaal team | 12     |
| 3           | Bernardo Suaza  | Team Medellín           | 10     |

| Plaats           | Naam                 | Ploeg                   | Tijd      |
| ---------------- | -------------------- | ----------------------- | --------- |
| Lichtblauwe trui | Alan Boileau         | B&B Hotels p/b KTM      | 22u50'42" |
| 2                | Nahom Zerai          | Eritrees nationaal team | + 46"     |
| 3                | Erik Bergström Frisk | Bike Aid                | + 3'41"   |
|                  |                      |                         |           |
| 9                | Andreas Goeman       | Tarteletto-Isorex       | + 15'42"  |

| Plaats      | Naam           | Ploeg                   | Tijd      |
| ----------- | -------------- | ----------------------- | --------- |
| Groene trui | Nahom Zerai    | Eritrees nationaal team | 22u51'28" |
| 2           | Kent Main      | ProTouch                | + 1'07"   |
| 3           | Mehari Tewelde | Eritrees nationaal team | + 9'21"   |

| Plaats | Ploeg                | Tijd      |
| ------ | -------------------- | --------- |
|        | B&B Hotels p/b KTM   | 68u28'58" |
| 2      | Total Direct Energie | + 4'05"   |
| 3      | Team Medellín        | + 13'04"  |

## Klassementenverloop
| Etappe       | Winnaar            | Algemeen klassement · | Bergklassement ·      | Tussensprintklassement | Jongerensprintnklassement · | Ploegenklassement           |
| ------------ | ------------------ | --------------------- | --------------------- | ---------------------- | --------------------------- | --------------------------- |
| 1            | Brayan Sánchez     | Brayan Sánchez        | Nur Aiman Mohd Zariff | Bernardo Suaza         | Santiago Umba               | Androni Giocattoli-Sidermec |
| 2            | Alan Boileau       | Santiago Umba         | Eric Manizabayo       | Lennert Teugels        | Santiago Umba               | Androni Giocattoli-Sidermec |
| 3            | Alan Boileau       | Brayan Sánchez        | Lennert Teugels       | Lennert Teugels        | Nahom Zerai                 | B&B Hotels p/b KTM          |
| 4            | Valentin Ferron    | Brayan Sánchez        | Lennert Teugels       | Lennert Teugels        | Nahom Zerai                 | B&B Hotels p/b KTM          |
| 5            | Alan Boileau       | Metkel Eyob           | Lennert Teugels       | Lennert Teugels        | Nahom Zerai                 | B&B Hotels p/b KTM          |
| 6            | Pierre Rolland     | Cristian Rodríguez    | Lennert Teugels       | Lennert Teugels        | Alan Boileau                | B&B Hotels p/b KTM          |
| 7            | Jhonatan Restrepo  | Cristian Rodríguez    | Lennert Teugels       | Lennert Teugels        | Alan Boileau                | B&B Hotels p/b KTM          |
| 8            | Cristian Rodríguez | Cristian Rodríguez    | Lennert Teugels       | Lennert Teugels        | Alan Boileau                | B&B Hotels p/b KTM          |
| 0Eindstanden | 0Eindstanden       | Cristian Rodríguez    | Lennert Teugels       | Lennert Teugels        | Alan Boileau                | B&B Hotels p/b KTM          |

2009 · 2010 · 2011 · 2012 · 2013 · 2014 · 2015 · 2016 · 2017 · 2018 · 2019 · 2020 · 2021 · 2022 · 2023 · 2024 · 2025